# Judenhaus

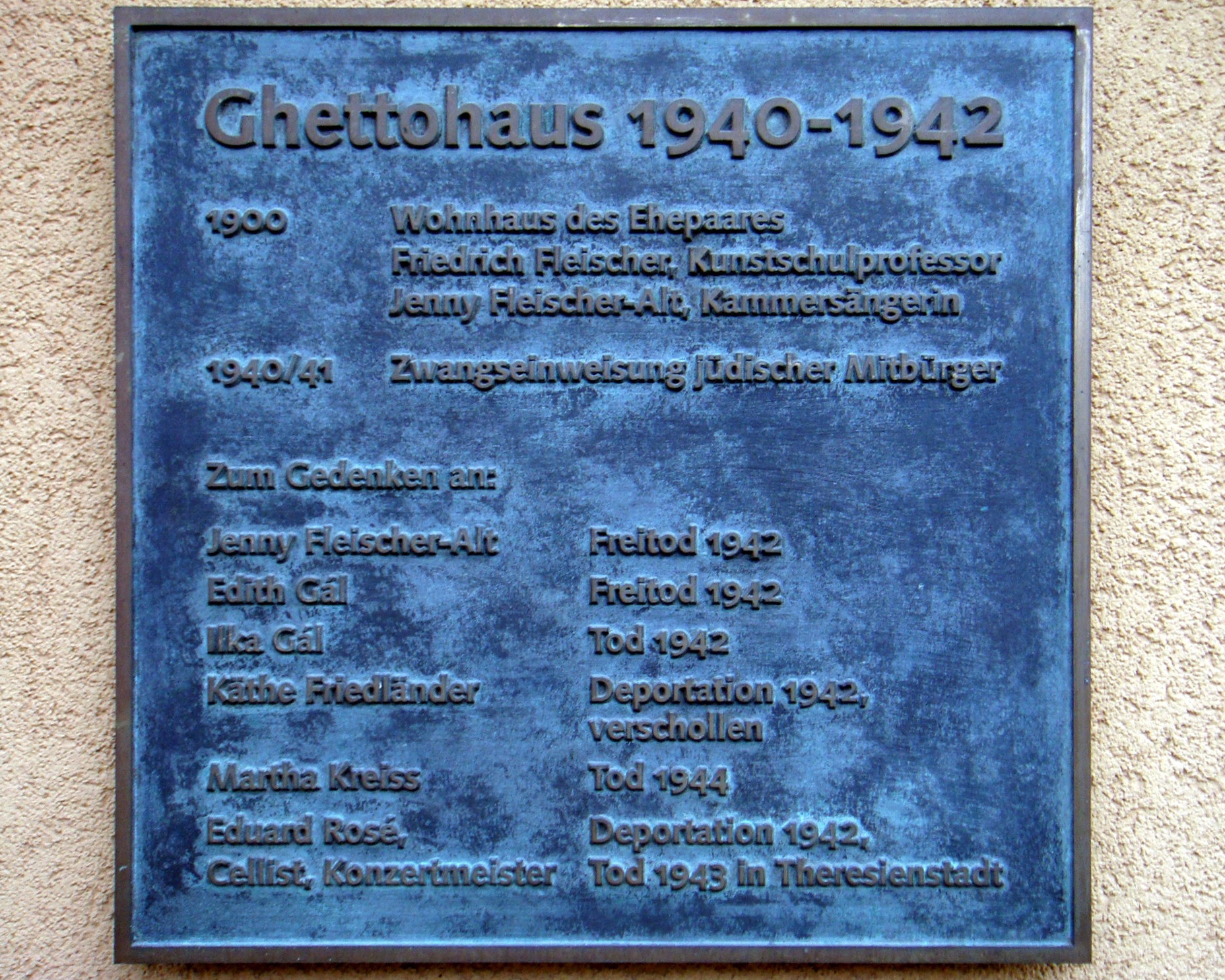
Weimar, Belvederer Straße 6, Gedenktafel

Als Judenhaus wurden in der Behördensprache des NS-Staates Wohnhäuser aus (ehemals) jüdischem Eigentum bezeichnet, in die ausschließlich jüdische Mieter und Untermieter zwangsweise eingewiesen wurden. Wer in diesem Zusammenhang als Jude galt, war im § 5 der Ersten Verordnung zum Reichsbürgergesetz vom 14. November 1935 geregelt; ausgenommen wurden sogenannte privilegierte Mischehen.
Damit wurde zu Lasten der Juden Wohnraum für die sogenannte deutschblütige Bevölkerung freigemacht. Die Maßnahme erleichterte Diskriminierungen der jüdischen Bewohner und unterband gewachsene nachbarschaftliche Beziehungen.
Der Begriff Judenhaus wurde in die Alltagssprache des Dritten Reichs übernommen. Als Alternative zum nationalsozialistischen Begriff wird heute auch der Begriff Ghettohaus verwendet. Der Verein Aktives Museum etablierte im Jahr 2023 mit einer großen Online-Ausstellung zu antisemitischer Wohnungspolitik in Berlin die Bezeichnung „Zwangsräume“.

## Lockerung des Mieterschutzes

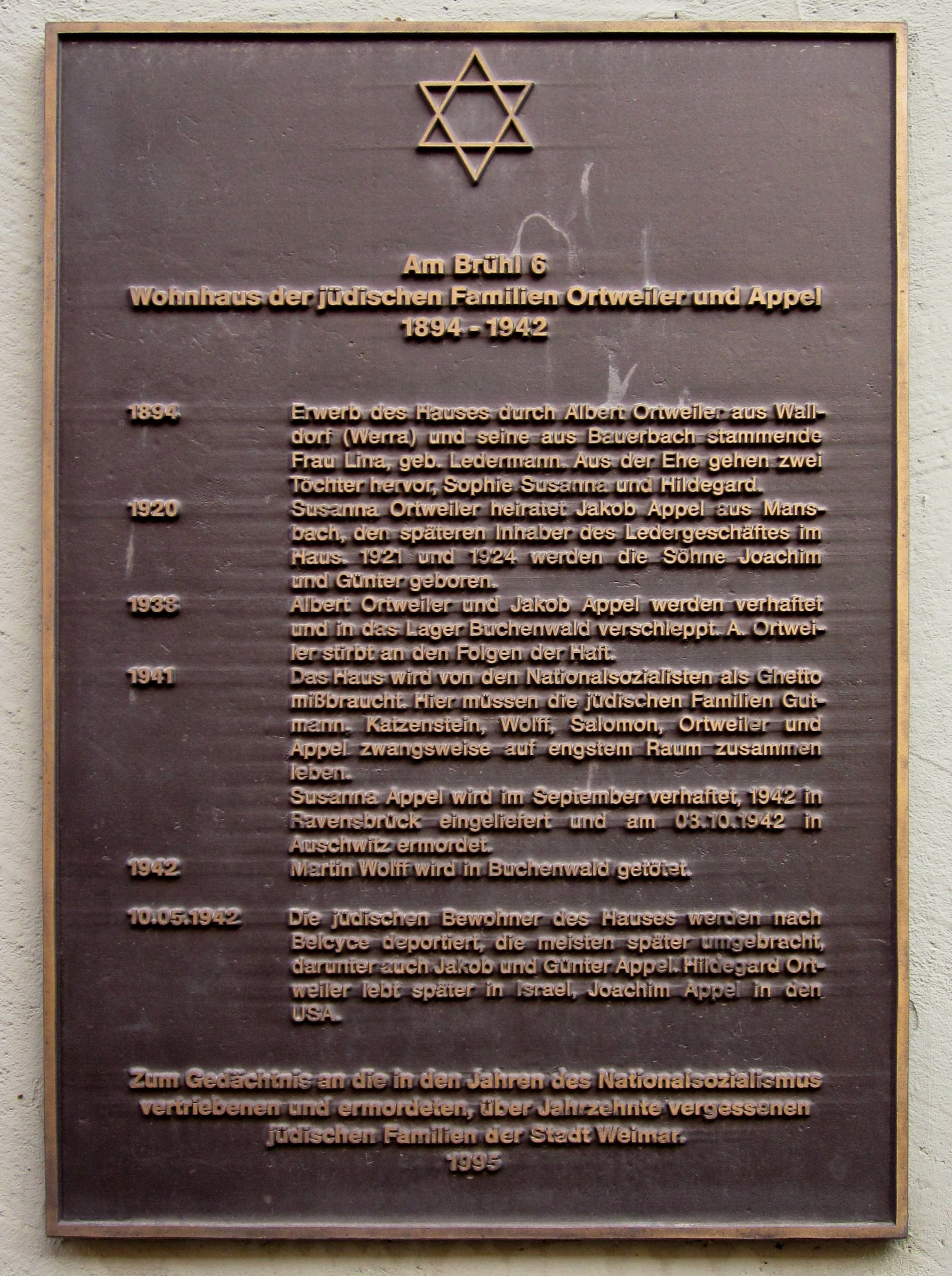
Gedenktafel am Haus in der Brühl 6 in Weimar

Die Verordnung über den Einsatz des jüdischen Vermögens (RGBl. I, S. 1709) vom 3. Dezember 1938 verpflichtete jüdische Hauseigentümer, ihre Immobilien zu verkaufen. Hermann Göring teilte am 28. Dezember 1938 einschränkend mit, vordringlich sei die „Arisierung“ der Betriebe und Geschäfte, die „Arisierung“ des Hausbesitzes sei „an das Ende der Gesamtarisierung zu stellen“. Es sei nämlich erwünscht, „in Einzelfällen nach Möglichkeit so zu verfahren, daß Juden in einem Haus zusammengelegt werden, soweit die Mietverhältnisse dies gestatten würden.“
Das Gesetz über Mietverhältnisse mit Juden (RGBl. I, S. 864) vom 30. April 1939 lockerte den Mieterschutz für Juden. In juristischen Kommentaren zum „Wohnungssonderrecht für Juden“ hieß es zur Begründung: „Es widerspricht nationalsozialistischem Rechtsempfinden, wenn deutsche Volksgenossen in einem Hause mit Juden zusammenleben müssen.“ Jüdischen Mietern konnte vom „deutschblütigen“ Vermieter gekündigt werden, sofern Ersatzwohnraum nachgewiesen wurde. Eine vertraglich vereinbarte langfristige Mietdauer konnte auf die gesetzlichen Fristen reduziert werden. Jüdische Mieter konnten angewiesen werden, weitere Juden als Untermieter in ihre Wohnung aufzunehmen. Den Mietvertrag sowie die Höhe der Miete konnte die Gemeindebehörde bestimmen.
Schon im Vorgriff hatte eine „Verordnung über die Neugestaltung der Reichshauptstadt Berlin und der Hauptstadt der Bewegung München“ (RGBl. I, S. 159) vom 8. Februar 1939 eine Meldepflicht für freiwerdende jüdische Wohnungen in Berlin und München eingeführt; diese sollten als Ersatzwohnraum für „deutschblütige Mieter“ dienen. Als die Konzentrationsbestrebungen in den Großstädten Berlin, München und Wien nicht den gewünschten Erfolg zeigten, wurde der Mieterschutz am 10. September 1940 dort auch für jüdische Mieter und Untermieter eingeschränkt, falls das Gebäude an einen „arischen“ Eigentümer übergegangen war oder von der Kultusgemeinde oder der Reichsvereinigung der Juden in Deutschland verwaltet wurde. Exemplarisch ist die von der Stadt Köln veröffentlichte Historie des Hauses Bier in der Hülchrather Straße 6 in Köln, für das der Künstler Gunter Demnig 2012 erstmals einen Stolperstein für ein arisiertes Wohngebäude verlegte.

## Einweisung und Wohnsituation
Bereits unmittelbar nach den Novemberpogromen 1938 erwog Hermann Göring die Einrichtung von Ghettos. Reinhard Heydrich hielt jedoch eine polizeiliche Überwachung dort für schwierig; er empfahl eine Unterbringung in Judenhäusern und rechnete dabei mit einer Kontrolle „durch das wachsame Auge der gesamten Bevölkerung“.
Ab Herbst 1939 beginnend (in Wien und im Sudetengau auch schon vorher), aber auch zeitlich wesentlich später wie zum Beispiel Hamburg ab April 1942 wurden alle kennzeichnungspflichtigen Juden auf Anweisung der Gestapo und teils unter erzwungener Mitwirkung der Reichsvereinigung der Juden in Deutschland in „Judenhäuser“ eingewiesen und dort sehr beengt untergebracht. Der Reichsvereinigung der Juden in Deutschland waren zahlreiche Gebäude überschrieben worden, weil kleinere Kultusgemeinden den Unterhalt nicht mehr finanzieren konnten oder sich auflösten. Oft wurden Juden in diese Einrichtungen eingewiesen: notdürftig zu Wohnzwecken umgewidmete Kindergärten und Schulen, Altersheime und Krankenhäuser, Büros und Versammlungsräume, Betsäle und Friedhofshallen.
Neben ideologischen Gründen bestimmten auch handfeste materielle Interessen diese Maßnahme. So forderte die Stapoleitstelle Düsseldorf im Herbst 1941 die Zusammenlegung mehrerer jüdischer Familien in eine Wohnung; dabei sei „als selbstverständlich vorauszusetzen, daß den Juden nur die ungesundesten und schlechtesten Wohnungen belassen“ blieben. Es würde für die deutschblütige Bevölkerung Wohnraum freigemacht, „ohne daß hierdurch eine finanzielle Belastung des Reiches oder der Gemeinden eintritt“. Die Wohnhäuser sollten jedoch „nicht alle nebeneinander zu liegen kommen (Ghettosierungsverbot)“.
Die allgemeine Wohnungsnot in Großstädten verschärfte sich laufend durch Luftangriffe. In Hamburg waren bis Ende 1941 schon über 1.000 Wohnungen durch Bomben zerstört worden. In einer vertraulichen Niederschrift hieß es:
„Der ursprüngliche Plan, die Juden an mehreren Stellen im Stadtgebiet zusammenzuziehen, ist aufgegeben worden. Nunmehr hat der Führer auf Antrag des Reichsstatthalters entschieden, dass die hier wohnenden Juden bis auf ganz Alte und Sieche nach Osten evakuiert werden sollen. […] Gerechnet wird [alsbald] mit einem Zugang von ca. 1.000 freien Wohnungen auf Grund dieser Maßnahme.“

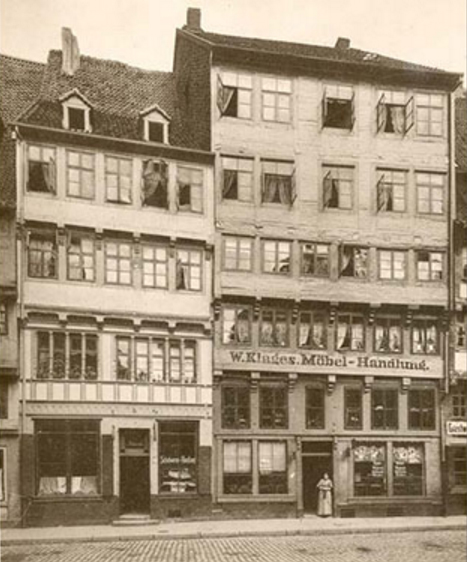
Das „Judenhaus“ Knochenhauerstraße 61 (links) inspizierte der Vorsitzende der Jüdischen Gemeinde in Hannover, Max Schleisner
Foto von 1898, Bildarchiv Historisches Museum Hannover

In Hannover war die „Umsiedlungsaktion“ bereits im September 1941 abgeschlossen: Rund 1500 Juden waren in fünfzehn Gebäuden zusammengeballt; außer Wohnhäusern wurden auch ehemalige Büroräume, ein Gemeindehaus mit Schule und das israelitische Krankenhaus belegt. Eines der Gebäude war die Herschelstraße 31. Judenhäuser in Braunschweig bestanden von 1939 bis Mitte/Ende 1943. Danach waren alle jüdischen Bewohner entweder ausgewandert, deportiert worden oder tot. In Hamburg wurden seit April 1942 alle noch nicht deportierten Träger von „Judensternen“ zwangsweise in Judenhäuser eingewiesen; betroffen waren davon ab Herbst 1942 auch die Partner aus „nichtprivilegierten Mischehen“. Ab 1943 mussten in einigen Reichsgauen auch Partner aus „privilegierten Mischehen“ in Judenhäuser umziehen.
In Hamburg wurden pro Person sechs bis acht Quadratmeter Wohnfläche zugestanden. Ein Mitarbeiter der Reichsvereinigung berichtete 1941 aus Hannover: „Bett neben Bett, kein Platz für Gänge. […] Tische und Stühle fehlen wegen Platzmangels. […] Keine 3 qm Grundfläche.“ Victor Klemperer notierte über ein Dresdner Judenhaus: „Cohns, Stühlers, wir. Badezimmer und Klo gemeinsam. Küche gemeinsam mit Stühlers, nur halb getrennt – eine Wasserstelle für alle drei […] Es ist schon halb Barackenleben, man stolpert übereinander, durcheinander.“
Die Judenhäuser und Judenwohnungen mussten gemäß einer Anweisung des Reichssicherheitshauptamtes bis zum 15. März 1942 mit einem auf weißem Papier gedruckten schwarzen Judenstern an der Eingangstür gekennzeichnet werden und standen unter Kontrolle der Gestapo. Klemperer schreibt in seinen Tagebüchern mehrfach über ihm berichtete wie auch selbst erlebte „Haussuchungspogrome“, bei denen die Bewohner von Gestapobeamten beleidigt, bespuckt, geohrfeigt, getreten, geschlagen und bestohlen wurden. „Im Aufwachen: Werden ‚sie‘ heute kommen? Beim Waschen…: Wohin mit der Seife, wenn ‚sie‘ jetzt kommen? Dann Frühstück: alles aus dem Versteck holen, in das Versteck zurücktragen. […] Dann das Klingeln… Ist es die Briefträgerin, oder sind ‚sie‘ es?“

## Planungen für Berlin
Ab Januar 1941 und verstärkt ab Ende März 1941 mussten in Berlin zahlreiche Juden ihre Wohnungen verlassen, um Platz zu schaffen oder Ersatzwohnraum freizugeben, weil die Reichshauptstadt nach Plänen von Generalbauinspektor für die Reichshauptstadt Albert Speer großräumig umgestaltet werden sollte. Allein im August 1941 sollten über 5000 „jüdische Wohnungen“ geräumt werden.
Nicht realisiert wurden Pläne, die im Zusammenhang mit der Einführung des Judensterns im Reichspropagandaministerium im August 1941 besprochen wurden. Danach sollten mehr als 70.000 Berliner Juden aus ihren Wohnungen vertrieben und in Barackenlagern konzentriert werden. Da im Herbst 1941 die Deportationen reichsdeutscher Juden nach Litzmannstadt (Łódź), Minsk und Riga einsetzten, blieb es bei zahlreichen Zwangsräumungen und Wohnungszusammenlegungen.

## Sogenannte Sammelwohnungen in Wien
Am Beispiel des gesamten Wohnhauses und speziell der Wohnung von Sigmund Freud in der Berggasse 19 in Wien wurde das System der „Arisierung“ von Wohnungseigentum umfassend erforscht und dargestellt.

## Ungarn
Nach der deutschen Besetzung Ungarns im März 1944 wurden ab Mai 1944 die Juden im Komitat Fejér von der intakten ungarischen Kommunalverwaltung in Häuser von Juden zusammengepfercht, die dann mit einem gelben Stern gekennzeichnet wurden. In Budapest brachten die Behörden die Juden zunächst ab Mitte Juni 1944 in Häusern unter, die mit einem gelben Stern von 30 Zentimetern Größe gekennzeichnet waren. Sie lagen über das gesamte Stadtgebiet verstreut.